# Dominik Turza
Dominik Turza (Dj Roxtar) (* 9. března 1983, Praha) je český DJ, herec a moderátor.
Vystudoval soukromou taneční konzervatoř (TCP), maturoval na Obchodní akademii a absolvoval na Vyšší odborné škole herecké v Praze. Vyhrál v mezinárodním konkurzu pro cirkusovou společnost Cirque du Soleil.
V roce 2020 začal na svůj YouTube kanál nahrávat videa se svým maňáskem Adolfeenem, díky kterému se dostal do povědomí širší veřejnosti.

## Filmografie
- Seriál První krok (2008), kde ztvárnil postavu Roberta Hakla
- Český lev 2006
- Finále 3. řady Česko Slovenské SuperStar
- Eurovize, kde vystoupil spolu s Gipsy.cz
- Mezinárodní festival animovaného filmu Anifest 2006, který moderoval
- MTV, kde moderoval pořad Backstage

Jako DJ hrál na Radiu Spin (pořad Raproud, po–pá), Fajn rádiu (pořad Party time, st–pá 21.00–0.00 hodin) a Evropě 2 (pořad Dance extravaganza, so od 22.00 hodin)